# Cephalophyllum alstonii
Cephalophyllum alstonii es una especie de planta suculenta perteneciente a la familia de las aizoáceas. Se encuentra en África.

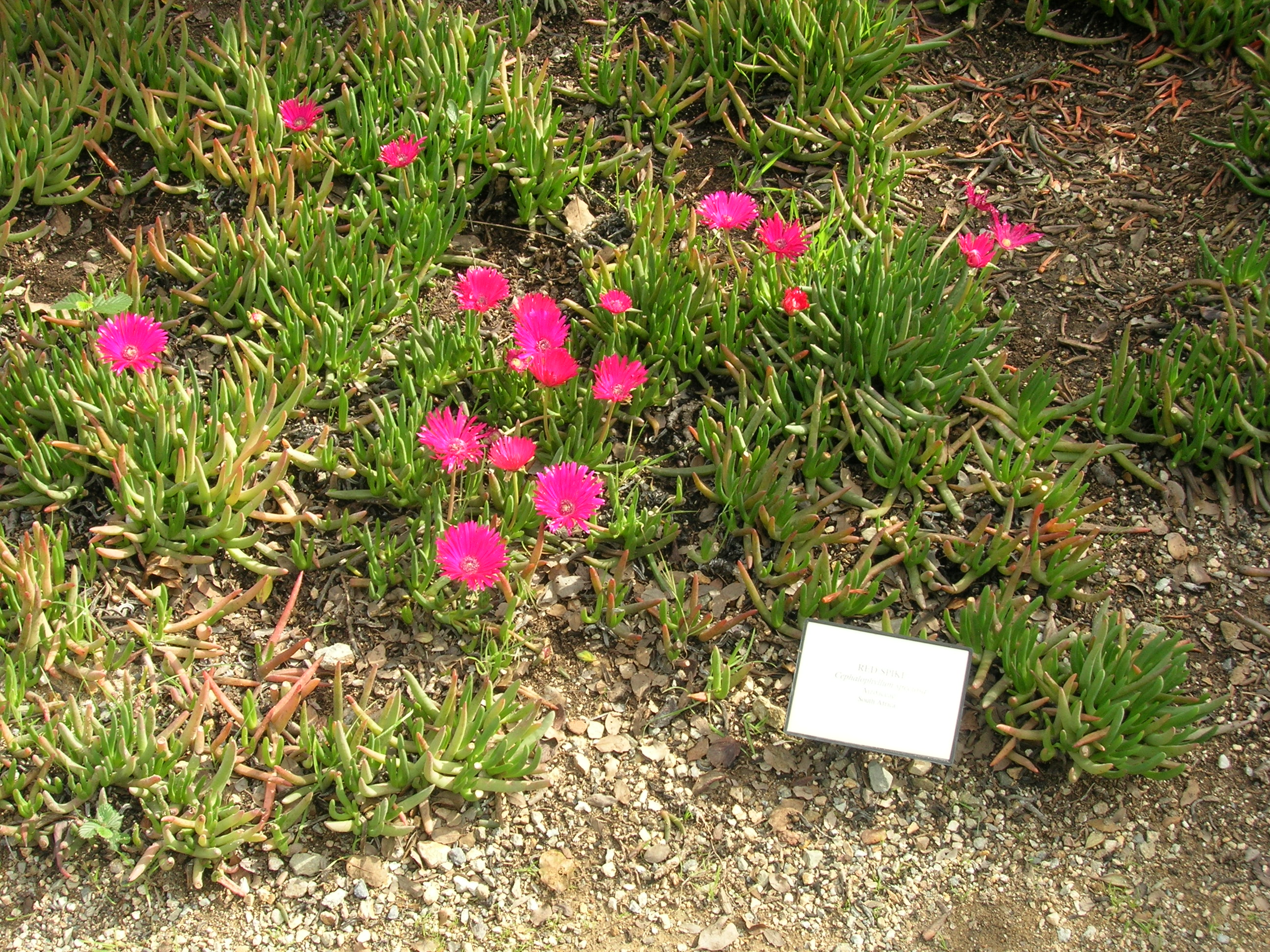
Vista de la planta

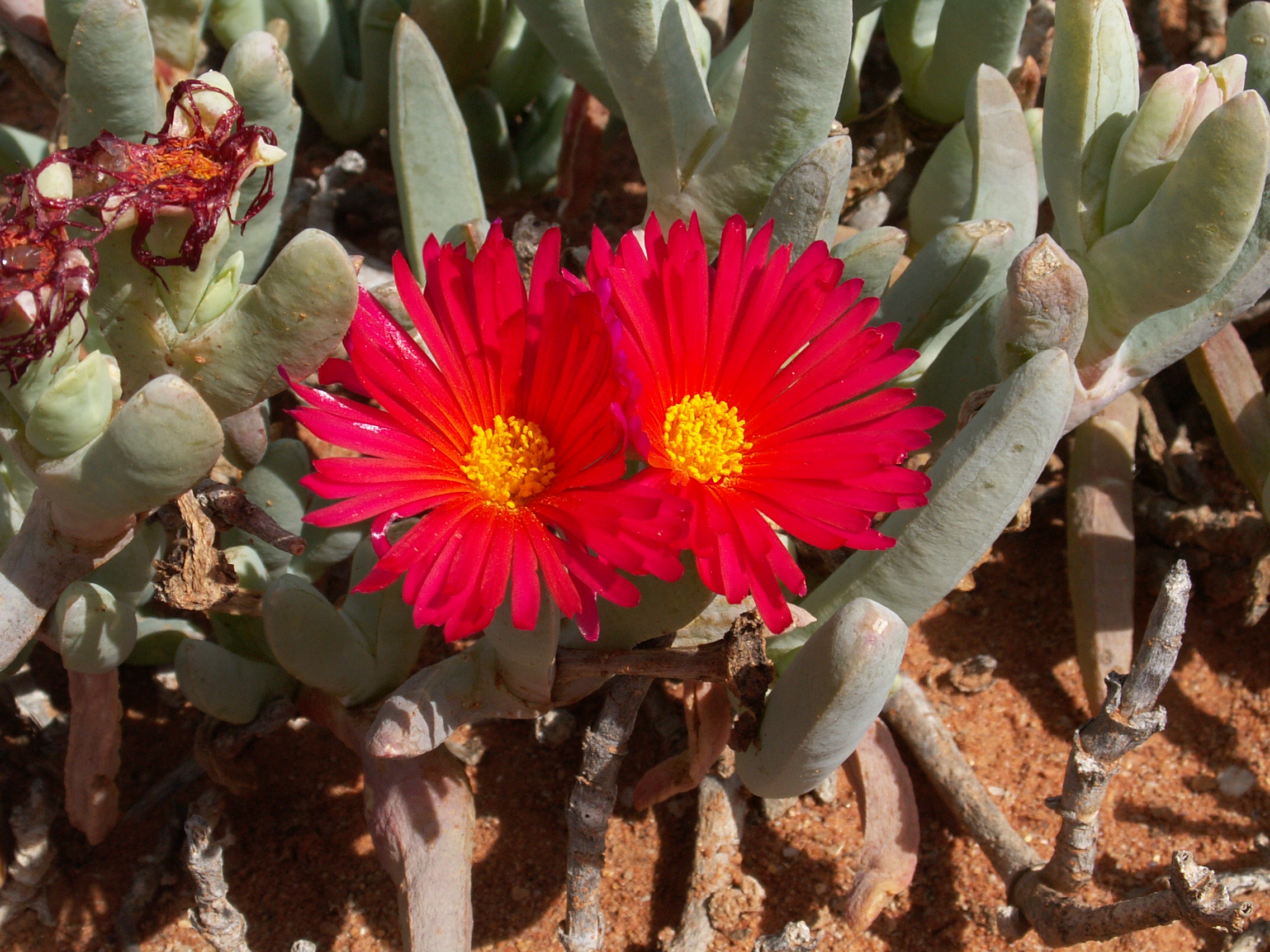
Detalle de la flor

## Descripción
Es una planta suculenta perennifolia  rastrera de pequeño tamaño que alcanza los 150 cm de altura y con las hojas triangulares, de 60-120 mm de largo, de color verde, erecta, con la superficie lisa por todas partes. Sus inflorescencias son atractivas, grandes, de color rojo sangre, en forma de racimos de flores que se producen en invierno (junio-septiembre). La fruta en cápsulas que tienen entre 10-24 lóculos y que contienen pequeñas semillas de color marrón. Se encuentra en Sudáfrica a una altitud de hasta 600 metros. 

## Taxonomía
Cephalophyllum alstonii fue descrita por Marloth ex L.Bolus, y publicado en South African Gardening 18: 156. 1928.
Etimología
Cephalophyllum: nombre genérico que deriva de las palabras griegas: cephalotes = "cabeza" y phyllo = "hoja".
alstonii: epíteto otorgado en honor del botánico inglés Arthur Hugh Garfit Alston.
Sinonimia
- Mesembryanthemum alstonii Marloth in schedis
- Cephalophyllum franciscii L.Bolus (1969)